# Semispinalis

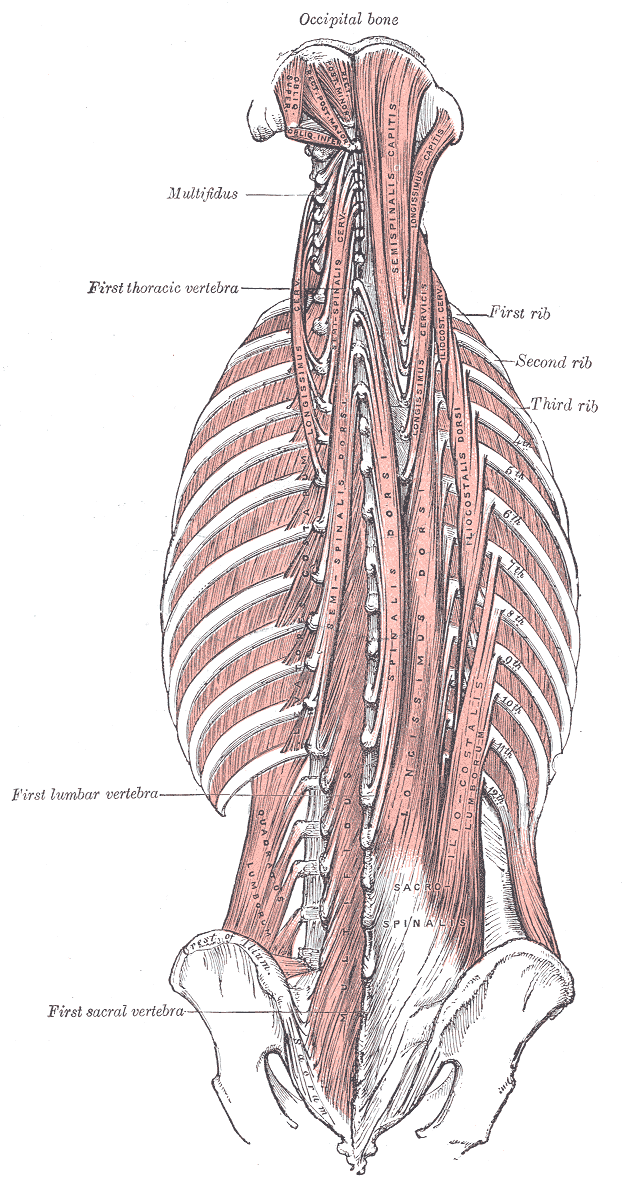
Ryggens djupa muskulatur. Semispinalis syns till vänster om taggutskotten i bildens mitt.
Illustration: Gray's Anatomy, 1918. (PD).

Semispinalis är den ytligaste delen av det muskelsystem, m. transversospinalis, som med djupt liggande, sneda fibrer sträcker sig från ett underliggande tvärutskott (processus transversi) till ett överliggande taggutskott (processus spinalis).

## Semispinalis capitis
Semispinalis capitis sträcker sig längs med nacken under m. splenius medialt om mm. longissimus cervicis och longissimus capitis. Semispinalis capitis utgör den övre delen av m. semispinalis. Muskelns huvudsakliga uppgift är extension av ryggraden (columna vertebralis) och nacken.
Muskeln sträcker sig med ett antal senor från tvärutskotten på de övre sex eller sju bröstkotorna (vertebrae thoracicae) och den sjunde halskotan (vertebra cervicalis) samt från ledutskotten (processus articularis superior) på de tre ovanliggande halskotorna (C4-C6).
Senorna förenas till en bred muskel som fäster mellan övre  och nedre halslinjen (linea nuchae superior et inferior) på nackbenet (occipitalbenet, os occipitale).
Muskeln mediala del, som brukar särskilja sig från resten av muskeln, kallas m. spinalis capitis.

## Semispinalis cervicis
Semispinalis cervicis är tjockare än semispinalis thoracis och sträcker sig med en serie seniga och köttiga fibrer från tvärutskotten på de övre fem eller sex bröstkotorna. Semispinalis cervicis har sitt övre fäste i taggutskotten på andra till femte halskotorna.
Muskelns huvudsakliga uppgift är extension av ryggraden och rotation åt motsatt sida.

## Semispinalis thoracis
Semispinalis thoracis sträcker sig från tvärutskotten på sjätte till tionde bröstkotorna till fästena på taggutskotten på de övre fyra bröstkotorna samt nedersta två halskotorna.
Mellan muskelns långa senor består buken av tunna och smala fasciculi. Muskelns huvudsakliga uppgift är extension av ryggrad och rotation åt motsatt sida.